# Barbula lamprocalyx
Barbula lamprocalyx är en bladmossart som beskrevs av C. Müller 1849. Barbula lamprocalyx ingår i släktet neonmossor, och familjen Pottiaceae. Inga underarter finns listade i Catalogue of Life.